# Ooctonus novickyi
Ooctonus novickyi är en stekelart som beskrevs av Soyka 1950. Ooctonus novickyi ingår i släktet Ooctonus och familjen dvärgsteklar.
Artens utbredningsområde är Österrike. Inga underarter finns listade i Catalogue of Life.